# Route européenne 422
Pour les articles homonymes, voir E422 (homonymie) et Route 422.
La route européenne 422 (E422) est une route reliant Trèves à Sarrebruck en Allemagne.

## Tracé
- de Trèves à Schweich ;
- de Schweich à Sarrebruck.